# Syringolaimus caspersi
Syringolaimus caspersi is een rondwormensoort uit de familie van de Ironidae. De wetenschappelijke naam van de soort is voor het eerst geldig gepubliceerd in 1951 door Gerlach.